# Merengue y sentimiento
Merengue y sentimiento es el sexto álbum de estudio del cantante dominicano Héctor Acosta, publicado el 16 de octubre de 2015. El disco recibió una nominación en los Premios Grammy Latinos en 2016 en la categoría de mejor álbum tropical contemporáneo.

## Lista de canciones
| N.º | Título                                | Duración |  |
| 1.  | «La fiesta del amor»                  | 03:24    |  |
| 2.  | «Ojalá»                               | 03:44    |  |
| 3.  | «Me muero por ella (versión bachata)» | 03:54    |  |
| 4.  | «El calendario»                       | 04:00    |  |
| 5.  | «Es urgente»                          | 03:39    |  |
| 6.  | «Vive tu vida»                        | 03:39    |  |
| 7.  | «Tu maleta»                           | 03:47    |  |
| 8.  | «La morena»                           | 03:53    |  |
| 9.  | «O te vas o me voy»                   | 03:42    |  |
| 10. | «Todo se lo debo a Él»                | 03:57    |  |
| 11. | «Me muero por ella (versión banda)»   | 03:53    |  |
| 12. | «El mujerón»                          | 04:24    |  |
| 13. | «Amorcito enfermito»                  | 03:50    |  |